# Stralauer Allee
De Stralauer Allee is een straat in het Berlijnse stadsdeel Friedrichshain. Ze begint aan het kruispunt Am Oberbaum - hoek Mühlenstraße en Warschauer Straße en loopt langs de Osthafen tot aan de Markgrafendamm. De straatnaam is afkomstig van het dorp Stralau.
Ten noorden van de Stralauer Allee ligt het Rudolfviertel met zijn dichte bebouwing rond de Rudolfstraße en de Rudolfplatz en  Oberbaum-City.
De Stralauer Allee vormt samen met de Holzmarkt- en de Mühlenstraße een van de zeven naar het noorden en het oosten lopende straten, die vanuit het historische stadscentrum aan de Alexanderplatz vertrekken. Het zijn de volgende straten:
- Brunnenstraße
- Schönhauser Allee
- Prenzlauer Allee
- Otto-Braun-Straße/Greifswalder Straße
- Landsberger Allee
- Karl-Marx-Allee/Frankfurter Allee
- Holzmarktstraße/Mühlenstraße/Stralauer Allee

De straat werd aangeduid als  Straße Nr. 41 in het stadplan. Nog voor de aanduiding als Stralauer Allee, werd het traject in 1874 Vor dem Stralauer Thore genoemd. In 1896 kreeg de straat zijn definitieve naam.